# Отворено првенство Словеније у тенису 2008.
Отворено првенство Словеније у тенису 2008. је четврти тениски турнир који се игра у Порторожу у Словеније. Ово је први пут да се турнир игра у јулу месецу, а не у септембру како је било до сада. Турнир који је трајао од 21. јула - 27. јула 2008. године био је IV категорије са наградним фондом од 145.000 долара. Играо се на отвореним теренима Спортског центра у Порторожу са тврдом подлогом и учешћем 32 тенисерке из 14 земаља у појединачној конкреницији и 16 парова са тенисеркама из 17 земаља.
Најуспешнија такмичарка ове године била је Анабел Медина Гаригес која је освојила прво место у игри парова, а друго у појединачној конкуренцији.

## Победнице

### Појединачно
Сара Ерани —  Анабел Медина Гаригес 6-3, 6-3
- Ово је за Сару Ерани била друга ВТА титула у каријери.

### Парови
Анабел Медина Гаригес /  Вирхинија Руано Паскуал —  Вера Душевина/ Јекатерина Макарова 6-4, 6-1
- За Анабел Медину Гаригес[ ово је била 11. ВТА титула у игри парова а Вирхинија Руано Паскуал четрдесет прва у каријери.